# 1485
Năm 1485 là một năm trong lịch Julius.